# Lygodactylus tuberosus
Lygodactylus tuberosus este o specie de șopârle din genul Lygodactylus, familia Gekkonidae, descrisă de Mertens 1965. A fost clasificată de IUCN ca specie cu risc scăzut. Conform Catalogue of Life specia Lygodactylus tuberosus nu are subspecii cunoscute.